# آندرس استگنارو
آندرس استگنارو (انگلیسی: Andrés Stagnaro؛ زادهٔ ۱۹ نوامبر ۱۹۰۷) بازیکن فوتبال اهل آرژانتین است.
از باشگاه‌هایی که در آن بازی کرده‌است می‌توان به باشگاه فوتبال آ.اس. رم و باشگاه فوتبال راسینگ کلوب آویاندا اشاره کرد.
وی همچنین در تیم ملی فوتبال آرژانتین بازی کرده‌است.